# マッハ道場
マッハ道場（マッハどうじょう いばらき）は、茨城県龍ケ崎市にある総合格闘技ジム。代表は桜井"マッハ"速人。

## 歴史
2001年10月、桜井"マッハ"速人が地元龍ケ崎市に総合格闘技ジムとして設立。プロを目指す者には内弟子を採用しており、寮に住み込みで練習する事が出来る。道場訓は木口道場に倣った、「清い心 強い体 良い頭」。
2007年9月には、東京での練習の拠点作りと道場運営の拡大に伴い、東京都豊島区に「マッハ道場 巣鴨支部」がオープンした。

## 主な所属選手
- 桜井"マッハ"速人
- 岡野裕城（第6代HEATライト級王者）[2]
- 中原由貴
- 葛西和希
- 崎山勲
- 中村好史（修斗ライト級新人王　2011年）[3]
- 原田敏克（TOSHI）
- KG心斗
- 谷口智則
- 近藤秀人
- 高橋憲二郎
- 大野雄一郎
- 原田ヨシキ
- 佃貴也